# Phil Hellmuth

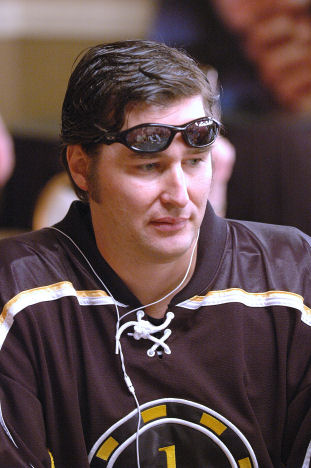
Phil Hellmuth (2006)

Phillip J. Hellmuth, Jr. (Madison (Wisconsin), 16 juli 1964) is een Amerikaans professioneel pokerspeler. Hij werd in 2007 alleenrecordhouder van het hoogste aantal World Series of Poker-titels. Hij won dat jaar zijn elfde. Hij scherpte dat record in 2012 aan met nummer twaalf en dertien, in 2015 met nummer veertien, in 2018 met nummer vijftien, in 2021 met nummer zestien en in 2023 met nummer zeventien. Hellmuth werd op de World Series of Poker 2011 ook de eerste speler ooit die zich in tachtig toernooien van de WSOP in het prijzengeld speelde, waarna hij dat tijdens de World Series of Poker 2013 voor de honderdste keer deed.
Hellmuth verdiende tot en met juni 2023 meer dan $30.000.000 in pokertoernooien (cashgames niet meegerekend). Hij werd in 2007 opgenomen in de Poker Hall of Fame.

## Records
Hellmuth werd op het moment dat hij zijn elfde World Series of Poker-titel won eerste in de ranglijst van spelers die de meeste bracelets wonnen. Hij won tot en met dat jaar al zijn titels met het spel Texas Hold 'em. Hellmuth was in 1989 als 24-jarige ook de jongste speler ooit die het Main Event won. Op de World Series of Poker 2008 werd Peter Eastgate met een leeftijd van 22 jaar de nieuwe jongste winnaar. Op de World Series of Poker 2009 werd dit weer verbroken door Joseph Cada, die met 21 jaar de jongste winnaar ooit werd. Annette Obrestad was achttien, maar won haar Main Event-titel op de WSOP Europa, in plaats van op het oerevenement in Las Vegas.
Hellmuth is een uitgesproken Texas Hold 'em-specialist. Daarin won hij in 2007 zijn elfde WSOP-toernooi, maar in diezelfde discipline werd hij daarnaast ook tweede in WSOP-toernooien in 1992, 1994, 2002 en 2006. Hellmuth won in 2012 zijn twaalfde WSOP-titel en zijn eerste in een ander spel dan Hold 'em, namelijk Razz. Hierin won hij in 2015 ook zijn veertiende, nadat zijn dertiende weer met Texas Hold 'em was. Hij kwam eerder al verschillende keren dicht bij het winnen van een WSOP-toernooi in een andere pokervariant dan Texas Hold 'em. Zo werd hij tweede in:
- het $5.000 No Limit Deuce to Seven Draw-toernooi van de World Series of Poker 1993 (achter Billy Baxter)
- het $5.000 Omaha Hi-Lo Split Eight or Better-toernooi van de World Series of Poker 2001 (achter Scotty Nguyen)
- het $10.000 2-7 Lowball Championship van de World Series of Poker 2011 (achter John Juanda)
- het $10.000 Seven Card Stud Hi-Low Split-8 or Better Championship van de World Series of Poker 2011 (achter Eric Rodawig)
- het $50.000 The Poker Player's Championship (een 8-Game) van de World Series of Poker 2011 (achter Brian Rast)

Door tweede te worden in het $50.000 The Poker Player's Championship (event #55) van de World Series of Poker 2011 werd Hellmuth de eerste speler in de geschiedenis van de World Series of Poker die in één jaar in drie WSOP-toernooien tot de laatste twee kwam zonder één daarvan te winnen. De winst van het hoofdonderdeel van de World Series of Poker Europe 2012 leverde hem met 1.333.841,- dollar zijn grootste geldprijs op.

## WSOP-titels
| Jaar  | Toernooi                                    | Prijs (US$)                 |
| ----- | ------------------------------------------- | --------------------------- |
| 1989  | $10.000 No Limit Hold'em World Championship | $755.000,-                  |
| 1992  | $5.000 Limit Hold'em                        | $188.000,-                  |
| 1993  | $1.500 Limit Hold'em                        | $138.000,-                  |
| 1993  | $2.500 No Limit Hold'em                     | $161.400,-                  |
| 1993  | $5,000 No Limit Hold'em                     | $173.000,-                  |
| 1997  | $3.000 Pot Limit Hold'em                    | $204.000,-                  |
| 2001  | $2.000 No Limit Hold'em                     | $316.000,-                  |
| 2003  | $2.500 Limit Hold'em                        | $171.400,-                  |
| 2003  | $3.000 No Limit Hold'em                     | $410.860,-                  |
| 2006  | $1.000 No Limit Hold'em met rebuys          | $631.863,-                  |
| 2007  | $1.500 No Limit Hold'em                     | $637.254,-                  |
| 2012  | 2.500 dollar Seven Card Razz                | $182.793,-                  |
| 2012E | €10.450 WSOPE Main Event No-Limit Hold'em   | €1.022.376,- ($1.333.841,-) |
| 2015  | $10.000 Razz Championship                   | $271.105,-                  |
| 2018  | $5.000 No Limit Hold'em                     | $485.082,-                  |
| 2021  | $1.500 No Limit 2-7 Lowball Draw            | $84.951,-                   |
| 2023  | $10.000 Super Turbo Bounty No-Limit Hold'em | $803.818,-                  |

## Trivia
Hellmuth speelde in het eerste, vierde en zesde  seizoen van het televisieprogramma High Stakes Poker.